# Добой (регион)
Добой (серб. Регија Добој) — один из 6 регионов в Республике Сербской, входящей в Боснию и Герцеговину.

## География
Регион Добой расположен на северо-востоке страны. Административным центром региона является город Добой.
Состоит из 8 общин (серб. општина):
- Добой —  г. Добой (серб. Добој),
- Теслич —  г. Теслич (серб. Теслић),
- Дервента — Дервента,
- Петрово — г. Петрово,
- Брод — г. Брод (ранее также Босански-Брод и Српски-Брод),
- Модрича — г. Модрича,
- Вукосавле — г. Вукосавле (серб. Вукосавље),
- Шамац — г. Шамац.

Окружному суду в г. Добой подчинены 2 территориально приближённые общины соседнего региона Биелина: 
- Дони-Жабар — Дони-Жабар (серб. Доњи Жабар),
- Пелагичево — Пелагичево (серб. Пелагићево).

В рамках выделяемого также Добойско-Биелинского региона (серб. Добојско-бијељинска регија) к нему (помимо 8-ми общин региона Добой) относят 2 приближённые (Дони-Жабар и Пелагичево) и 3 отдалённые общины региона Биелина (Биелина, Углевик, Лопаре) и сам нейтральный округ Брчко.

## Население
| община    | серб.     | 1991 г. | 2013 г. | центр (город) | 1991 г. | 2013 г. |
| --------- | --------- | ------- | ------- | ------------- | ------- | ------- |
| Добой     | Добој     | 89929   | 77223   | г. Добой      | 27498   | 26987   |
| Брод      | Брод      | 33779   | 17943   | г. Брод       | 14098   | 8563    |
| Вукосавле | Вукосавље | 7999    | 5426    | с. Вукосавле  |         | 768     |
| Дервента  | Дервента  | 56489   | 30177   | г. Дервента   | 17748   | 12680   |
| Модрича   | Модрича   | 30547   | 27799   | г. Модрича    | 10454   | 10137   |
| Петрово   | Петрово   | 12241   | 7010    | г. Петрово    | 2919    | 2322    |
| Теслич    | Теслић    | 60347   | 41904   | г. Теслич     | 8655    | 7518    |
| Шамац     | Шамац     | 25115   | 19041   | г. Шамац      | 6239    | 5390    |
| всего     |           | 316446  | 226523  |               |         |         |